# Пекхэм, Джордж
Джордж Пекхэм (англ. George Peckham, род. 1942, Блэкберн, Великобритания) — британский звукоинженер, признанный одним из ведущих профессионалов своего дела. На протяжении 40 лет занимался производством мастер-дисков, с которых шли в дальнейшее тиражирование музыкальные грампластинки.
Мастер-диски сделанные Пекхэмом, а также выпущенные с них грампластинки, были известны как «Porky Prime Cuts» и зачастую имели приписку «A Porky Prime Cut», либо загадочную или юмористическую подпись («Porky»), выгравированную поверх канавок на виниле. Другие надписи, отсылающие к мастерингу за авторством Пекхэма, включали «Pecko» и «Pecko Duck».
Одним из его наиболее технически сложных достижений Пекхэма был так называемый «трехгранный» альбом Monty Python Matching Tie and Wearchief (1973), выполненный с двумя концентрическими канавками на второй стороне, так что материалы воспроизводились в зависимости от того, где на пластинке располагалась игла звукоснимателя.
В число известных записей, мастеринг которых сделал Пэкхем, входят: Led Zeppelin I и Led Zeppelin IV, Imagine (Джон Леннон), All Things Must Pass и The Concert for Bangla Desh (Джордж Харрисон), Last Exit (Traffic), Look at Yourself (Uriah Heep), Made in Japan (Deep Purple), Volume 4 (Black Sabbath), Living In The Past (Jethro Tull), Selling England By The Pound (Genesis), Armed Forces (Элвис Костелло), а также Fear of Music (Talking Heads).

## Биография
Пекхэм вырос в Ливерпуле. В школе он создал с друзьями рок-группу под названием «The Renegades», в которой играл на гитаре. Впоследствии к ним также присоединился его младший брат Дерек на басу. Пекхэм начал заниматься аудиоэлектроникой, когда ему понадобилось сконструировать усилитель для Дерека. По словам Пекхэма, The Renegades однажды выступали на разогреве у начинающих карьеру The Beatles, в то время считавшейся перспективной командой. Пол Маккартни, чей басовый усилитель вышел из строя, одолжил его у Дерека, а потом предложил выкупить.
После The Renegades Пекхэм играл и гастролировал с группой The Pawns, которые также были частью музыкальной сцены Ливерпуля, поучаствовав вместе с ней в записи материала для лейбла Decca Records. После непродолжительных выступлений с The Pawns в Германии Пекхэм вернулся в Великобританию, где его пригласили присоединиться к Билли Келли (сценический псевдоним «Эрл Ройс») и его группе The Olympics.
Вскоре Пекхэма переманили в группу The Fourmost, где он заменил Майка Миллуорда, у которого возникли проблемы со здоровьем. Однако, проявляя всё больший интерес к звукозаписывающему бизнесу, вскоре он покинул этот коллектив и устроился на работу в Apple Studios — собственную студию The Beatles расположенную по адресу Сэвил-Роу, дом 3.
Там Пекхэм начал заниматься мастерингом в качестве стажера-дискорезчика (ноябрь 1968 года), а год спустя занял должность главного нарезчика дисков. Во время работы в Apple Studios, Пекхэм стал добавлять надписи на канавки выпущенных им грампластинок. Эти послания вместе с подписью «A Porky Prime Cut» — станут его отличительным знаком. Проработав ещё в нескольких студиях звукозаписи Пекхэм основал собственную компанию Porky’s Mastering Services, где занимался мастерингом, в том числе, нескольких наиболее известных влиятельных британских пластинок выпущенных в 1980-е годы.